# Gabriella Windsor
Lady Gabriella Windsor, née le 23 avril 1981 à Londres (Angleterre), est un membre de la famille royale britannique.

## Biographie

### Famille
Lady Gabriella naît le 23 avril 1981 au St Mary's Hospital, à Paddington dans l'ouest de Londres. Elle est le deuxième enfant et l'unique fille du prince Michael de Kent, cousin germain de la reine Élisabeth II, et de la baronne née Marie-Christine von Reibnitz, plus connue sous l’appellation princesse Michael de Kent. Son frère aîné est Frederick Windsor, né en 1979.
Elle est baptisée le 8 juin 1981 en la chapelle royale du palais Saint James à Londres. Elle est la filleule de l'ex-roi des Hellènes, Constantin II, du prince Mariano Hugo de Windisch-Graetz, de Marina Ogilvy, de la marquise de Douro, future duchesse de Wellington, et de Lady Elizabeth Shakerley.
Lady Gabriella est le dernier petit-enfant du prince George de Kent et de la princesse Marina de Grèce, ainsi que l'arrière petite-fille du roi George V.
Depuis 2025, elle est 57e dans l'ordre de succession au trône britannique.

### Carrière
Gabriella Windsor travaille comme auteur et journaliste indépendante pour plusieurs journaux et magazines, tels The Evening Standard, The Spectator ou encore The London Magazine parmi d'autres publications,.
Elle est membre du conseil d'administration de la Playing for Change Foundation, une organisation mondiale à but non lucratif d'éducation musicale et artistique, et de Toucan Ventures, qui soutient la croissance des entrepreneurs créatifs. De plus, elle a réalisé des projets en Amérique latine, notamment l'enseignement de l'anglais à Rio de Janeiro et des événements musicaux à Buenos Aires.
Depuis 2020, elle suit une carrière de chanteuse sous le pseudonyme Ella Windsor.

### Vie privée
En septembre 2018, Gabriella Windsor annonce ses fiançailles avec Thomas Kingston, né le 22 juin 1978 à Evesham (Worcestershire), directeur d'une société de financement pour entreprises émergentes, fils de l'avocat William Martin Kingston, et de Jill Mary Bache. Leur mariage a lieu le 18 mai 2019 en la chapelle Saint-Georges du château de Windsor, en présence de la reine Élisabeth II et du duc d'Édimbourg,. Elle porte notamment le jour de son mariage une tiare ayant appartenu à sa grand-mère paternelle, la princesse Marina.
Son époux, Thomas Kingston, meurt le 25 février 2024 à l'âge de 45 ans, dans une dépendance de la résidence de ses parents dans les Cotswolds (Gloucestershire). Lors d'une enquête ouverte au tribunal du coroner du Gloucestershire, il est révélé que Thomas Kingston est mort des suites d'une « blessure traumatique à la tête » et qu'une arme à feu a été trouvée près de son corps dans un bâtiment extérieur de la maison de ses parents. La police estime que le décès n'est pas suspect,,. Les funérailles privées ont eu lieu dans la chapelle royale du palais Saint James le 12 mars 2024.